# Machimus acutus
Machimus acutus là một loài ruồi trong họ Asilidae. Machimus acutus được Martin miêu tả năm 1975. Loài này phân bố ở vùng Tân nhiệt đới.